# Three Hills
Three Hills es un pueblo canadiense situado en la provincia de Alberta.

## Superficie
Three Hills tiene una superficie de 6,74 km².

## Demografía
En 2021, tenía 3042 habitantes, una densidad poblacional de 451,2 hab./km², y 1242 viviendas.